# Stanisław Nagy

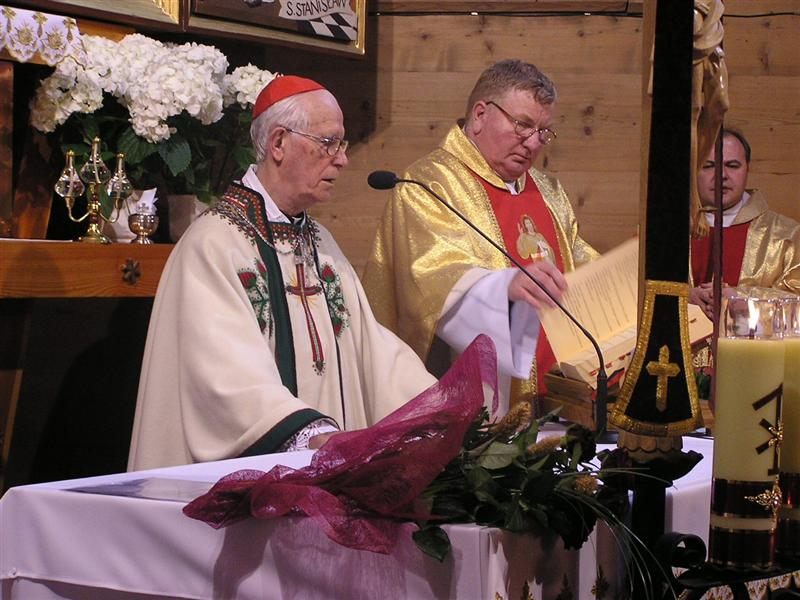
Stanisław Kardinal Nagy (l.) (2005)

Wappen von Stanisław Kardinal Nagy mit dem Wahlspruch Auf Dich, Herz Jesu, habe ich meine Hoffnung gesetzt

Stanisław Kazimierz Kardinal Nagy SCJ (* 30. September 1921 in Alt Berun; † 5. Juni 2013 in Krakau) war ein polnischer Theologe und Kardinal.

## Leben
Stanisław Nagy, Sohn eines ungarischen Vaters und einer polnischen Mutter, trat im Jahre 1937 der Ordensgemeinschaft der Herz-Jesu-Priester bei, studierte in Krakau und Lublin die Fächer Katholische Theologie und Philosophie. Er empfing am 8. Juli 1945 das Sakrament der Priesterweihe. Er war von 1947 bis 1950 Rektor des Knabenseminars der Herz-Jesu-Priester in Krakau-Plaszów und von 1952 bis 1958 Regens des Priesterseminars seines Ordens in Tarnów. Nach weiterführenden Studien wurde er 1952 an der Krakauer Jagiellonen-Universität in Moraltheologie promoviert; darüber hinaus spezialisierte er sich auf Fragen der Ökumenischen Theologie und lehrte ab 1958 in Lublin. Von 1957 bis 1962 war er für die theologische Studien der Herz-Jesu-Priester verantwortlich.
1968 wurde er zum Professor für Moraltheologie an der Katholischen Universität Lublin berufen. 1970 wurde er zusätzlich Direktor der neu gegründeten Abteilung für Vergleichende Religionswissenschaften und Ökumenische Theologie. Ab 1973 nahm er zudem einen Lehrauftrag an der Universität Breslau wahr. Darüber hinaus gehörte er diversen Kommissionen und Synoden zu Fragen der Ökumene an. Er vertrat von 1973 bis 1974 den Vatikan in der vom Sekretariat für die Einheit der Christen des Heiligen Stuhls und dem lutherischen Weltbund einberufenen gemischten katholisch-lutherischen Kommission. 1986 berief ihn Papst Johannes Paul II. in die Internationale Theologenkommission. Er war Direktor der Abteilung „Ökumenische Theologie“ der Redaktion der katholischen Enzyklopädie der Universität Lublin.
Als Ehrung für sein theologisches Lebenswerk ernannte ihn Papst Johannes Paul II., kurz nachdem Nagy sein 82. Lebensjahr vollendet hatte, am 7. Oktober 2003 zum Titularerzbischof von Hólar und nahm ihn am 21. Oktober 2003 als Kardinaldiakon mit der Titeldiakonie Santa Maria della Scala in das Kardinalskollegium auf. Zuvor hatte ihm der Erzbischof von Krakau, Franciszek Kardinal Macharski, am 13. Oktober die Bischofsweihe gespendet; Mitkonsekratoren waren der Erzbischof von Lemberg, Marian Jaworski, und der Apostolische Nuntius in Polen, Erzbischof Józef Kowalczyk.
Beim Konklave 2005 und beim Konklave 2013 war er nicht wahlberechtigt, da er bereits über 80 Jahre alt war.
Stanisław Nagy trat als Autor von Sachbüchern und Mitverfasser einer Katholischen Enzyklopädie in Erscheinung. Außerdem machte er sich als Verfasser mehrerer Biographien über Papst Johannes Paul II. einen Namen. Seit Priesterjahren verband ihn eine Freundschaft mit Karol Wojtyła, dem späteren Papst Johannes Paul II.

## Ehrungen
- Verdienstmedaille der Katholischen Universität Lublin (2007)
- Komtur mit Stern des Ordens Polonia Restituta (2008)
- Ehrendoktorwürde der Päpstlichen Theologischen Fakultät Breslau (2009)[1]